# Теорія соціальної дезорганізації
Теорія соціальної дезорганізації – соціологічна теорія, що пояснює злочинність як наслідок соціального розшарування суспільства, звертає увагу на залежність психології злочинця від функціонування суспільства.

## Загальна характеристика
Основоположником теорії вважають французького соціолога Е.Дюркгейма.В свою чергу, його ідеї розвинув американський вчений Р. Мертон. 
Дюркгейм зазначав, що на особу впливають соціальні фактори – готова соціальна реальність, до якої потрапляє індивід при народженні. Отже індивід має підлаштувати свої мислення та дії під ті, що існують в суспільстві. Останні виступають таким чином примусовими, що призводить до прямого чи непрямого контролю над поведінкою індивіда. За Дюркгеймом,суспільна мораль є суворішою за мораль окремого індивіда, вона вказує йому правила поведінки.
У разі якщо індивіди не пристосовуються до існуючих способів мислення і дій, вони стикаються з негативною реакцією з боку пануючого суспільства у вигляді правових санкцій, громадського осуду і т.ін.

### Аномія
Дюркгейм використовує поняття «аномії», тобто стан суспільства, за якого значно послаблюється стримуюча дія моралі, і суспільство втрачає вплив на особистість.
Дану думку розвинув і Мертон, який вказував, що причиною аномії може бути суперечність між пропагованою суспільством метою та припустимими з погляду суспільства засобами її досягнення. Так, загальноприйняті в суспільстві цілі досягнення особистого успіху та добробуту перебувають у постійному конфлікті з обмеженістю доступу до схвалених соціумом каналів здобуття освіти, професії, багатства, статусу. Відповідно, для нижчих прошарків лишається лише шлях до успіху через порушення закону.

### Соціальна дезорганізація
Соціальна дезорганізація розглядається як система соціальних процесів, що спричиняють дії (у межах певної спільноти), які не відповідають загальноприйнятим нормам, оцінюються негативно, а також перевищують припустимі межі, та загрожують нормальному розвитку процесів спільного життя.
Загалом, дезорганізація полягає в розшаруванні інститутів, які не виконують завдань, у послабленні механізмів контролю, у поведінці, яка суперечить нормам. Виникає вона під впливом різних обставин, що порушують рівновагу та узгодженість і зумовлюють зниження ефективності дії інститутів соціального контролю. Такими обставинами можуть бути стихійні лиха, тривалі війни, політичні кризи, революції, масова міграція і т. ін.
Соціально дезорганізована особистість перебуває немов поза межами нормального, усталеного функціонування всіх соціальних інститутів, в яких вона перебувала раніше. Особистість своїми діями переміщується в суспільній ієрархії. Відбувається процес соціального переміщення.
.